# 布尔考
布尔考（德語：Burkau）是德国萨克森州的市镇，隶属于包岑县。总面积为31.9平方千米，截至2023年12月31日总人口为2,677人。